# Martin Bäumle

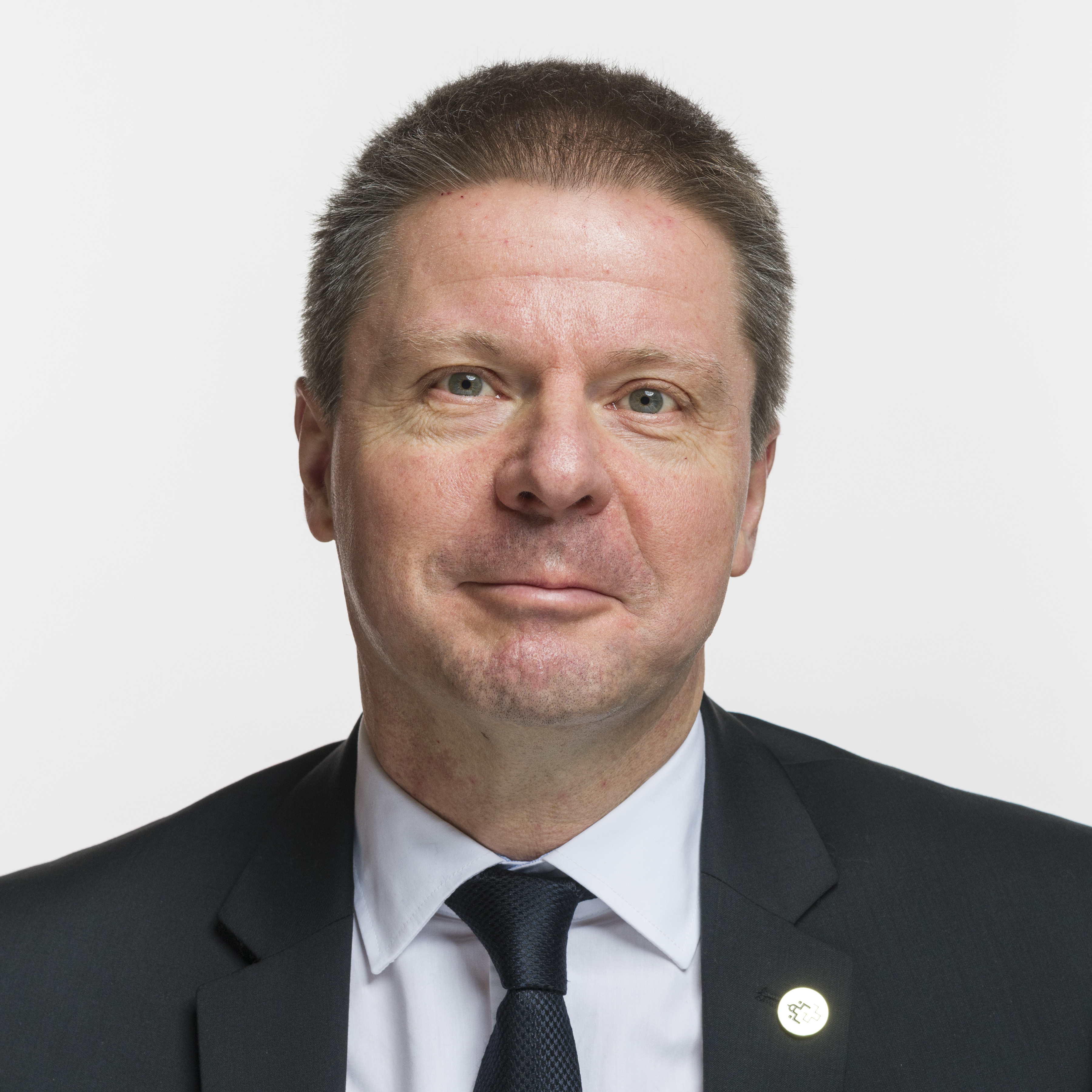
Martin Bäumle (2019)

Martin Bäumle (* 3. Juni 1964 in Thalwil; heimatberechtigt in Dübendorf, Hombrechtikon und Zürich) ist ein Schweizer Atmosphärenwissenschafter und Politiker (GLP). Er ist Nationalrat und Finanzvorstand der Stadt Dübendorf.

## Biografie
Nach abgeschlossenem Chemiestudium an der ETH Zürich und einem postgradualen Studium als Atmosphärenwissenschafter arbeitete Bäumle im Bereich Luftschadstoff-Messungen und -Analysen, insbesondere von Kohlenwasserstoffen (VOC) als Ozon-Vorläufer und führte seit 2003 eine eigene Einzelunternehmung, die Bäumle Messungen und Beratungen. Seit 2007 ist dieses Unternehmen nicht mehr aktiv. Am 3. Juni 2019 wurde er als Vertreter der Stadt Dübendorf in den Stiftungsrat Innovationspark Zürich gewählt. Am 17. Januar 2025 wurde er in den Verwaltungsrat der Axpo Holding gewählt.
Bäumle ist seit 2011 verheiratet.

## Politischer Werdegang
Martin Bäumle wurde durch den WWF und die Atomfrage politisiert. Er ist seit 1981 Mitglied der Gruppe Energie und Umwelt Dübendorf und war von 1986 bis 1990 als Vertreter dieser Gruppe im Vorstand der Grünen Partei des Kantons Zürich. Von 1987 bis 1995 und 1999 bis 2004 war er Mitglied im Zürcher Kantonsrat für den Bezirk Uster und einige Jahre Mitglied der Finanzkommission und Präsident der Elektrizitätswerk-Kommission. Von 1998 bis 2004 war er Präsident der Grünen Partei des Kantons Zürich (ab 2002 Co-Präsident). 1990 wurde er in den Gemeinderat (Parlament) und 1998 in den Stadtrat (Exekutive) von Dübendorf gewählt, wo er seither als Finanzvorstand amtet und 2006, 2010, 2014, 2018 und 2022 mit jeweils bestem Resultat wiedergewählt wurde.
Bei den Schweizer Parlamentswahlen 2003 wurde er für die Grüne Partei des Kantons Zürich in den Nationalrat gewählt, bei den Wahlen 2007 als Mitglied der Grünliberalen Partei wieder gewählt. Auch bei den Wahlen vom 23. Oktober 2011, 2015 und 2019 wurde er im Amt bestätigt. Er ist Mitglied der Umwelt-, Raumplanungs- und Energiekommission (UREK), der Finanzkommission (FK) und war bis 2007 Mitglied der Kommission öffentliche Bauten (KöB).
2004 führte ein Richtungsstreit in der Grünen Partei des Kantons Zürich zu einer Abspaltung des liberaleren Parteiflügels. Martin Bäumle gründete mit Gleichgesinnten die Grünliberale Partei Kanton Zürich und wurde deren Co-Präsident. 2007 scheiterte seine Wahl zum Zürcher Regierungsrat als Nachfolger seiner Parteikollegin Verena Diener. Seit der Gründung der Grünliberalen Partei Schweiz im Juli 2007 bis Sommer 2017 war er deren Präsident.
Bäumle wurde als Mitglied des Dübendorfer Stadtrats von diesem Gremium am 19. Januar 2012 schriftlich gerügt, da er im November 2011, unmittelbar vor einer kommunalen Volksabstimmung um den Bau eines Hochhauses, einem Journalisten ohne Wissen und Zustimmung des Stadtrats Betreibungsauskünfte über den Grundeigentümer hatte zukommen lassen. Aufgrund einer Anzeige des Dübendorfer SVP-Präsidenten und Gemeinderats Orlando Wyss eröffnete die Staatsanwaltschaft Anfang Oktober 2012 eine Strafuntersuchung wegen mutmasslicher Verletzung des Amtsgeheimnisses gegen Bäumle. Bäumles Freispruch durch das Obergericht Zürich wurde vom Bundesgericht im Juni 2018 letztinstanzlich bestätigt.
Im Mai 2017 kündigte er seinen Rücktritt als Präsident der Grünliberalen auf den Sommer 2017 an, weil die Partei nach zehn Jahren auch ohne ihn als Präsident zurechtkommen werde. An der Delegiertenversammlung vom 26. August 2017 – anlässlich des zehnjährigen Jubiläums der Grünliberalen Schweiz – wurde Jürg Grossen zu seinem Nachfolger gewählt. Bäumle verblieb bis Februar 2021 als Vizepräsident in der Geschäftsleitung der Partei vertreten.

## Positionen
Bäumle setzt sich für eine nachhaltige Politik ein. Den Begriff Nachhaltigkeit definierte er in einem Interview so: «Bei den Ressourcen: nicht mehr verbrauchen, als wir erzeugen. Bei den Finanzen: nicht mehr ausgeben, als wir einnehmen. Beim Sozialen: nicht mehr versprechen, als wir halten und finanzieren können. Diese drei Bereiche bilden ein Ganzes und sollten sich im Gleichgewicht befinden». Er verneint einen Zusammenhang zwischen «Ökologie und linkem Etatismus» und tritt «für einen starken, aber schlanken Staat, der klare Rahmenbedingungen setzt, nachhaltig wirtschaftet und seine Umwelt nicht zulasten künftiger Generationen ausbeutet» ein. 2020 machte Bäumle Differenzen bei wirtschafts- und finanzpolitischen Themen mit seiner Partei aus. So war für Bäumle die eidgenössische Volksinitiative «Für verantwortungsvolle Unternehmen – zum Schutz von Mensch und Umwelt» (verkürzt auch Konzernverantwortungsinitiative, KOVI oder auch KVI) zu weitgehend, wohingegen seine Partei sie bejahte und die Ja-Parole herausgab. Im Bereich des Datenschutzes ist für Bäumle die Gewichtung in der GLP zu hoch, so könnte der notwendige Digitalisierungsschub unnötig gebremst werden. 2023 erklärte er gegenüber der NZZ, die Partei sei wie ein eigenes Kind, das langsam erwachsen werde und eigene Wege gehe. Die Leitung der Partei stehe im Vergleich zu ihm jetzt etwas weiter links, «wie ich auch, als ich jünger war».